# 高罗镇
高罗镇是中华人民共和国湖北省恩施土家族苗族自治州宣恩县下辖的一个镇。
2015年，湖北省民政厅批复同意撤销高罗乡，设立高罗镇。

## 行政区划
高罗镇下辖以下村级行政区划单位：
马料坡村、甘溪村、苗寨村、龙河村、九间店村、埃山村、黄家河村、麻柳塘村、腊树园村、盘古庙村、板寮村、倒流水村、岩缝溪村、向家坪村、火烧营村、小茅坡营村、大茅坡营村、团结村、漫牯牛村、小河村、下坝村、麻阳寨村、磨子沟村、光荣桥村、熊洞村、七把刀村、大坪村、龙潭河村、马家寨村、水塘村、清水塘村和车道湖村。